# Jasmin (Métro Paris)

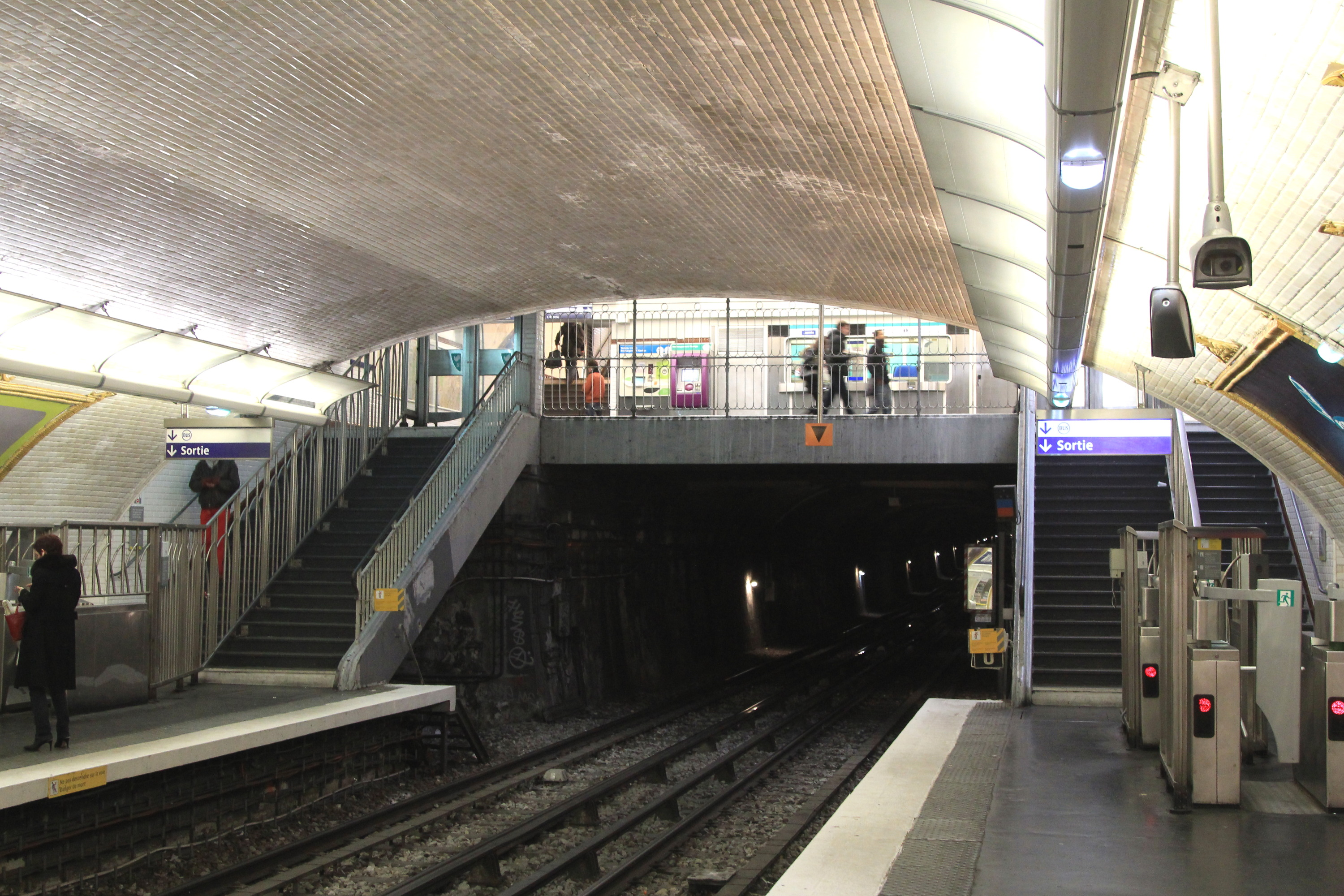
Nordkopf der Station mit einsehbarer Zwischenetage

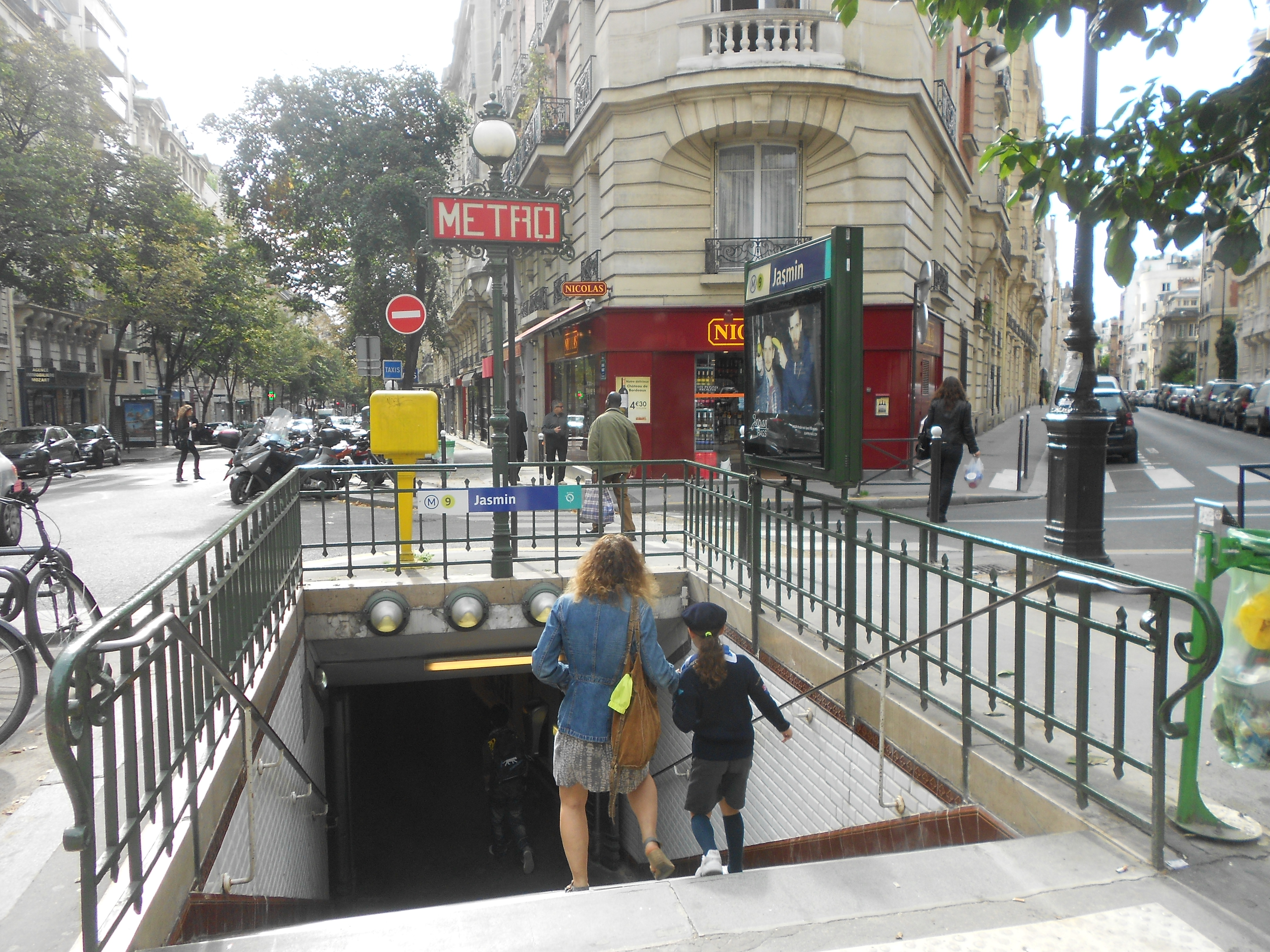
Zugang mit Kandelaber des Typs Val d’Osne

Der U-Bahnhof Jasmin ist eine unterirdische Station der Linie 9 der Pariser Métro.

## Lage
Die Station befindet sich im Quartier d’Auteuil des 16. Arrondissements von Paris. Sie liegt längs unter der Avenue Mozart in Höhe der einmündenden Rue Jasmin.

## Name
Den Namen gibt die Rue Jasmin. Jacques Boé (1798–1864), genannt Jasmin, war ein Dichter aus der Gascogne, der die Einnahmen aus seinen Lesungen wohltätigen Einrichtungen zukommen ließ.

## Geschichte und Beschreibung
Die Station wurde am 8. November 1922 in Betrieb genommen, als der 3,5 km lange erste Abschnitt der Linie 9 von Trocadéro bis Exelmans eröffnet wurde. Sie wurde von der Bahngesellschaft CMP errichtet und ist 75 m lang. Die beiden Gleise und die Seitenbahnsteige liegen unter weiß gefliesten, elliptischen Gewölben, die Seitenwände folgen deren Krümmung. Die Zwischenetage mit den Fahrkartenautomaten befindet sich auf niedriger Höhe über den Gleisen und ist von den Bahnsteigen aus einsehbar. Der dortige Fahrkartenschalter wurde ca. 2010 abgebaut.
2004–2005 wurde die Station renoviert, dabei orientierte man sich am ursprünglichen Zustand. Der einzige Zugang liegt an der Einmündung der Rue de l’Yvette, er ist durch einen Kandelaber des Typs Val d’Osne markiert. Gegenüber liegt ein zusätzlicher Ausgang mit einer Rolltreppe.

## Fahrzeuge
Die Linie 9 wird mit konventionellen Fahrzeugen betrieben, die auf Stahlschienen verkehren. Zunächst verkehrten Züge der Bauart Sprague-Thomson, die dort ihr letztes Einsatzgebiet hatten. 1983 kam die Baureihe MF 67 auf die Strecke. Seit Oktober 2013 kam zunehmend die Baureihe MF 01 zum Einsatz, am 14. Dezember 2016 verkehrte der letzte MF-67-Zug auf der Linie 9.